# Saint-Mars-d'Outillé
Saint-Mars-d'Outillé és un municipi francès situat al departament del Sarthe i a la regió de País del Loira. L'any 2007 tenia 2.198 habitants.

## Demografia

### Població
El 2007 la població de fet de Saint-Mars-d'Outillé era de 2.198 persones. Hi havia 815 famílies de les quals 172 eren unipersonals (70 homes vivint sols i 102 dones vivint soles), 274 parelles sense fills, 332 parelles amb fills i 37 famílies monoparentals amb fills.
La població ha evolucionat segons el següent gràfic:
Habitants censats

### Habitatges
El 2007 hi havia 898 habitatges, 815 eren l'habitatge principal de la família, 52 eren segones residències i 31 estaven desocupats. 877 eren cases i 15 eren apartaments. Dels 815 habitatges principals, 641 estaven ocupats pels seus propietaris, 160 estaven llogats i ocupats pels llogaters i 14 estaven cedits a títol gratuït; 6 tenien una cambra, 55 en tenien dues, 129 en tenien tres, 245 en tenien quatre i 380 en tenien cinc o més. 642 habitatges disposaven pel capbaix d'una plaça de pàrquing. A 297 habitatges hi havia un automòbil i a 453 n'hi havia dos o més.

### Piràmide de població
La piràmide de població per edats i sexe el 2009 era:
| Homes | Edats   | Dones |
| ----- | ------- | ----- |
| 0     | 95 o +  | 0     |
| 0     | 90 a 94 | 8     |
| 4     | 85 a 89 | 28    |
| 24    | 80 a 84 | 8     |
| 24    | 75 a 79 | 28    |
| 48    | 70 a 74 | 72    |
| 60    | 65 a 69 | 28    |
| 20    | 60 a 64 | 52    |
| 20    | 55 a 59 | 24    |
| 44    | 50 a 54 | 40    |
| 68    | 45 a 49 | 68    |
| 80    | 40 a 44 | 76    |
| 80    | 35 a 39 | 68    |
| 88    | 30 a 34 | 56    |
| 72    | 25 a 29 | 60    |
| 44    | 20 a 24 | 56    |
| 64    | 15 a 19 | 48    |
| 64    | 10 a 14 | 76    |
| 72    | 5 a 9   | 64    |
| 44    | 0 a 4   | 76    |

## Economia
El 2007 la població en edat de treballar era de 1.326 persones, 1.022 eren actives i 304 eren inactives. De les 1.022 persones actives 937 estaven ocupades (527 homes i 410 dones) i 84 estaven aturades (30 homes i 54 dones). De les 304 persones inactives 108 estaven jubilades, 87 estaven estudiant i 109 estaven classificades com a «altres inactius».

### Ingressos
El 2009 a Saint-Mars-d'Outillé hi havia 824 unitats fiscals que integraven 2.161,5 persones, la mediana anual d'ingressos fiscals per persona era de 17.540 €.

### Activitats econòmiques
Dels 44 establiments que hi havia el 2007, 2 eren d'empreses alimentàries, 3 d'empreses de fabricació d'altres productes industrials, 15 d'empreses de construcció, 5 d'empreses de comerç i reparació d'automòbils, 5 d'empreses de transport, 2 d'empreses d'hostatgeria i restauració, 1 d'una empresa d'informació i comunicació, 1 d'una empresa financera, 1 d'una empresa immobiliària, 3 d'empreses de serveis, 2 d'entitats de l'administració pública i 4 d'empreses classificades com a «altres activitats de serveis».
Dels 19 establiments de servei als particulars que hi havia el 2009, 1 era una oficina de correu, 1 taller de reparació d'automòbils i de material agrícola, 1 guixaire pintor, 6 fusteries, 5 lampisteries, 2 empreses de construcció, 2 perruqueries i 1 restaurant.
Dels 4 establiments comercials que hi havia el 2009, 1 era una botiga de menys de 120 m², 1 una fleca, 1 una carnisseria i 1 un drogueria.
L'any 2000 a Saint-Mars-d'Outillé hi havia 56 explotacions agrícoles que ocupaven un total de 1.173 hectàrees.

## Equipaments sanitaris i escolars
L'únic equipament sanitari que hi havia el 2009 era una farmàcia.
El 2009 hi havia 1 escola maternal i 1 escola elemental.

## Poblacions més properes
El següent diagrama mostra les poblacions més properes.